# Il vortice
Il vortice (The Vortex) è un'opera teatrale del commediografo inglese Noël Coward, portata al debutto a Londra nel 1924. La pièce mette in scena uno spaccato dell'altra società britannica nel primo dopoguerra, rappresentandone la decadenza ed il consumo di sostanze stupefacenti. La dipendenza di Nicky dalla cocaina viene letta da molti critici come metafora dell'omosessualità, una tematica irrappresentabile sulle scene inglesi degli anni venti. Nonostante le tematiche scomode, Il vertice fu il primo grande successo commerciale di Coward.

## Trama
Atto I
Nicky Lancaster è un giovane compositore, talentuoso ma irresponsabile. Nicky è fidanzato con Bunty Mainwaring, una giornalista, mentre sua madre Florence è una ex-bellezza che tenta di ritrovare la giovinezza perduta intrattenendo relazioni con uomini molto più giovani. La donna non si preoccupa neanche di nascondere le sue liaison, nonostante la sua amica Helen le consigli di accettare di invecchiare con grazia. L'ultima fiamma di Florence è Tom, l'ex di Bunty, una situazione che fa indispettire e ingelosire Nicky. A complicare le cose ci pensa Florence, che invita tutta la famiglia nella casa di campagna per il weekend.
Atto II
Arrivata domenica, il rapporto tra gli invitati è ormai disperatamente in crisi. Florence dubita dei sentimenti di Tom e la sua irritabilità la porta a litigare con Nicky, che è sempre più infastidito dalla vanità e promiscuità della madre. Fortemente debilitato dalla sua dipendenza dalla cocaina, Nicky litiga anche con Bunty, che lo interrompe il fidanzamento. La giovane cerca conforto nelle braccia del suo ex e Florence vede Bunty e Tom baciarsi.
Atto III
La mattina seguente Helen incoraggia Florence a diventare una madre più responsabile e prendersi cura di Nicky, ma la donna è più interessata al suo tumulto sentimentale e ad incolpare Bunty per averle rubato Tom. Dopo un'ultima, furiosa lite con la madre, Nicky confessa a Florence la sua dipendenza dalla cocaina e la supplica di abbandonare i suoi modi volubili e comportarsi da madre per la prima volta. I due accettano di ricominciare da zero il loro rapporto e mentre Nicky piange per la sua condizione Florence gli accarezza dolcemente i capelli.